# 中務
中務（日语：／ Nakatsukasa */?，？—？）是日本平安時代皇族和歌人，其父是敦慶親王，其母為伊勢，丈夫則是源信明。和歌方面，她有69首作品收錄於敕撰和歌集，初次收錄為《後撰和歌集》，與其母伊勢、丈夫信明同為三十六歌仙之一。

## 生平
中務的名稱源於其父曾經擔任中務卿而來，她的出生年份雖然不明，不過根據《三十六人歌仙傳》記載，她是朱雀天皇之後圓融天皇在位時（930年至984年）的人。奧津春雄以《後撰和歌集》有其與紀貫之的贈答歌，加上《中務集》收錄有源順在天元2年（979年）就任能登守時的和歌以及敦慶親王的經歷，推測其生於延喜年間（901年至923年），山口博在《平安時代史事典》也持同一說法。
杉谷壽郎在《和歌大辭典》和《新編國歌大觀》中均主張是延喜10年（910年），片桐洋一在《日本古典文學大辭典》中則以其人際關係推測中務生於延喜12年（912年），藤平春男在《國史大辭典》有引述其說法，《國書人名辭典》以及高野晴代在《和歌文學大辭典》也採用延喜12年的說法。
中務曾經與元良親王、常明親王、藤原實賴、藤原師輔、藤原師氏和藤原師尹等人交往，後來與源信明之間育有一女，名為井殿，為藤原伊尹之妻以及藤原光昭之母。她作為女房的事蹟雖然不明，不過推測她曾經出仕於藤原忠平和其子藤原實賴。
逝年方面，由於《中務集》收錄有她贈予在永祚元年（989年）之後出家的大江為基的和歌，因此她在一條天皇時期仍然在世，其享年推測達81歲或以上，片桐洋一在《日本古典文學大辭典》中則推測她在天元5年（982年）其外孫光昭死後數年死去。

## 和歌
| 敕撰和歌集           | 新編國歌大觀編號                                                       |
| -------------------- | ---------------------------------------------------------------------- |
| 後撰和歌集           | 83、594、707、846、952、1086、1104                                     |
| 拾遺和歌集           | 36、37、121、122、446、500、613、654、788、898、1088、1141、1312、1313 |
| 金葉和歌集（三奏本） | 97、293、363、426                                                      |
| 詞花和歌集           | 166                                                                    |
| 新古今和歌集         | 39、1258、1497、1657                                                   |
| 新敕撰和歌集         | 25、889、890、1212、1291                                               |
| 續後撰和歌集         | 49、500、838、897、946、1078、1140                                     |
| 續古今和歌集         | 622、1248、1663                                                        |
| 玉葉和歌集           | 528、779、1157、1170、1807                                             |
| 續千載和歌集         | 114、763、1114                                                         |
| 續後拾遺和歌集       | 136、548                                                               |
| 風雅和歌集           | 11、82、104、169、272、2174                                            |
| 新千載和歌集         | 55、302、744                                                           |
| 新拾遺和歌集         | 132、1448、1614                                                        |
| 新後拾遺和歌集       | 845                                                                    |
| 新續古今和歌集       | 1803                                                                   |

中務總共有69首和歌收錄於敕撰和歌集，其歌風率直溫雅，表達手法受到其母伊勢的影響，並且替其母編撰了家集《伊勢集》。作為歌人她活躍於村上天皇、冷泉天皇以及圓融天皇時期，先後參與天曆七年內裏歌合、天德內裏歌合、村上御時菊合、麗景殿女御歌合和圓融院扇合等歌合，作品涵蓋大量屏風歌和歌會歌。此外，她與清原元輔、惠慶和源順等歌人也有交流，其中居於中御門的源順是中務的鄰居。
| 敕撰和歌集版本 | 《中務集》版本 |
| -------------- | -------------- |
|                |                |

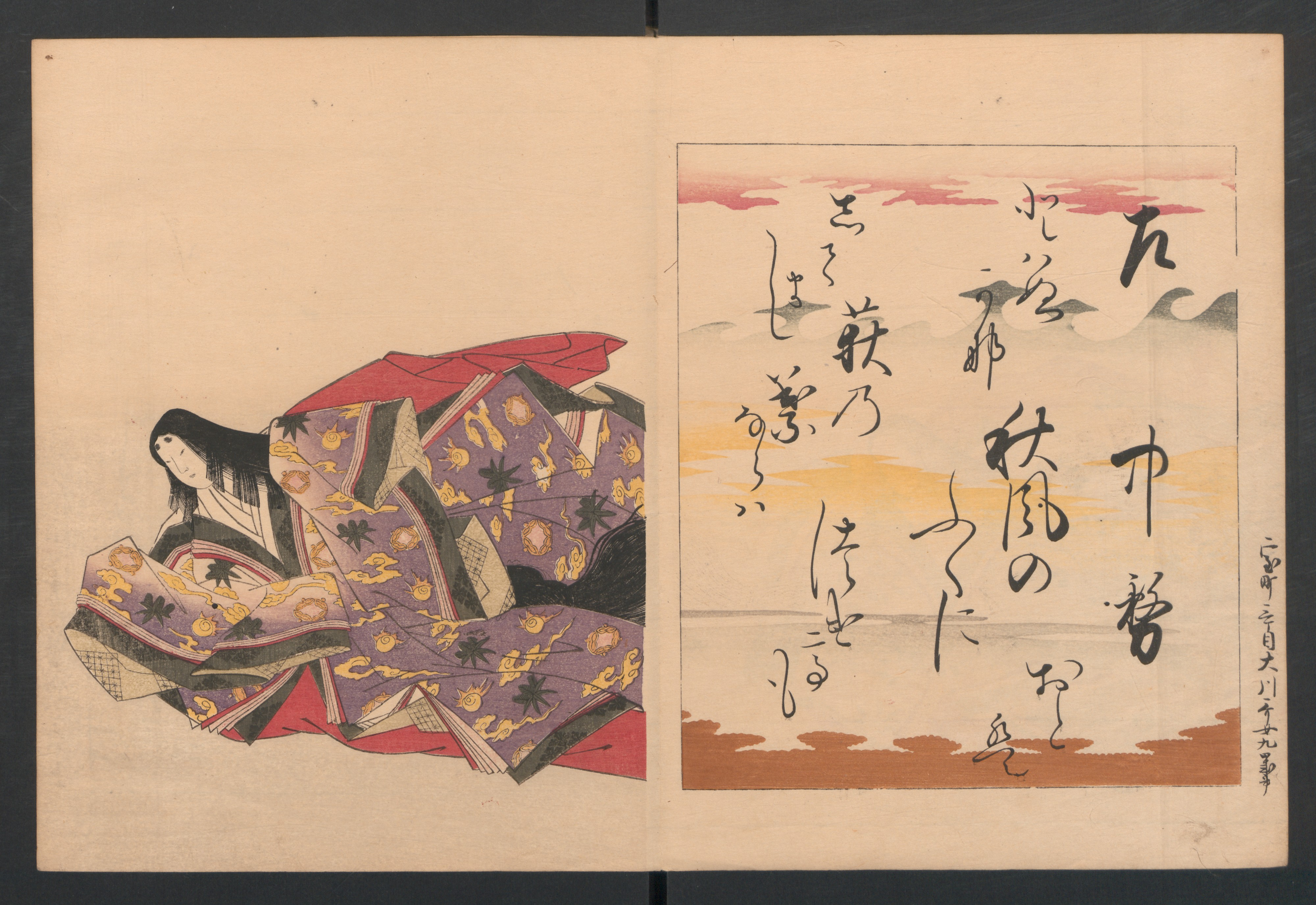
女房三十六人歌合中的中務，其中的和歌即此歌

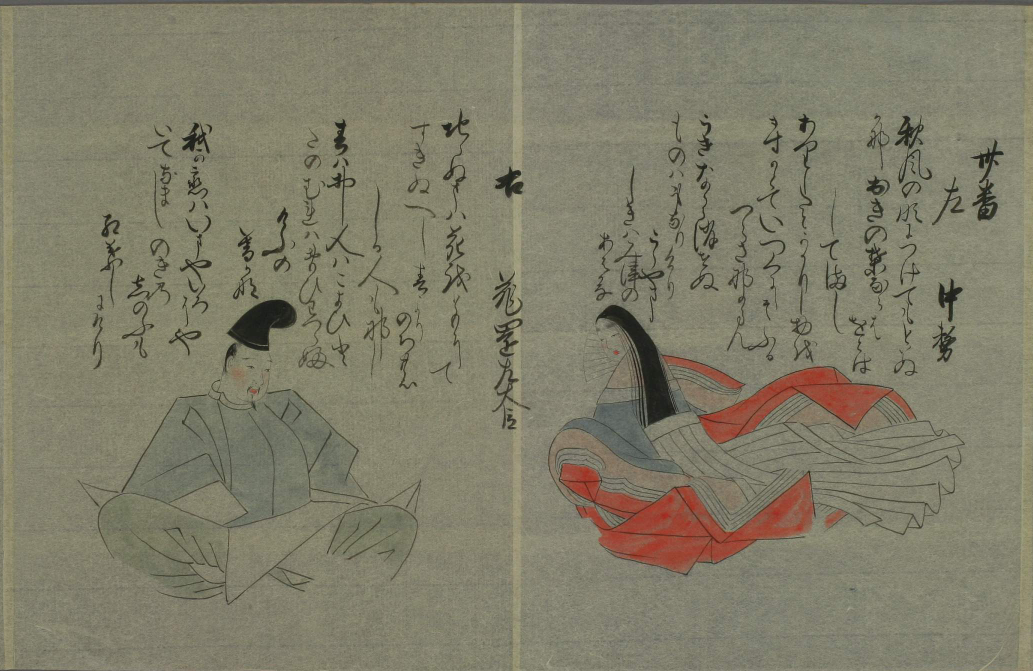
時代不同歌合中的源有仁和中務，其中第一首和歌即此歌

這首和歌收錄於《後撰和歌集》卷第十二「戀四」，新編國歌大觀編號是846，詞書是「由於平Kaneki漸漸不再來訪，因此派人贈歌予他」（平かねきがやうやうかれがたになりにければ、つかはしける）。此歌的意思是秋風起了，你是厭倦了我嗎，不但沓無音訊，也沒有來訪，然而如果我是荻的葉子的話，在被秋風吹動時既會發出聲響，秋風受邀的話也會前來探訪吧。
首句的「秋」是掛詞，既指秋天，也指厭倦（飽き），吹起秋風也讓人聯想到收錄於《古今和歌集》內的作品（新編國歌大觀編號205），「秋風」與第四句的（荻的葉子）的用例則見於收錄於《元良親王集》內的和歌（新編國歌大觀編號20）。第二句在《中務集》中寫作，與《後撰和歌集》的不同，其中的是指托付（ことづける）。第四句中的是掛詞，即指荻，也指邀請（招き）。末句中的是表示結束的助動詞的未然形，在此用作強調，蘊含就算僅僅是一瞬也好的意思，指「要不是」，意思是你既然不是荻的葉子，沓無音訊也是無可奈何啊，語帶諷刺。
此歌也收錄於《古今和歌六帖》、《和漢朗詠集》、《俊成三十六人歌合》、《時代不同歌合》、《三十人撰》、《類聚證》和《女房三十六人歌合》。此外，安法法師女收錄於《新古今和歌集》的作品（新編國歌大觀編號1212）以此歌為本歌。
| 敕撰和歌集版本 | 《中務集》版本 |
| -------------- | -------------- |
|                |                |

這首和歌收錄於《拾遺和歌集》卷第二十「哀傷」，新編國歌大觀編號1312，詞書是「送別女兒」（むすめにおくれ侍りて），為其女井殿死去時的和歌。此歌的意思是希望有時間可以小睡片刻，從而自然忘記失去女兒的悲痛。雖然與妳只能在夢中相見，然而我卻悲傷得無法小睡片刻。此歌也收錄於《拾遺抄》、《金玉和歌集》、《俊成三十六人歌合》、《三十人撰》、《三十六人撰》、《深窓秘抄》和《寶物集》。
此歌在《中務集》中是中務贈予出家不久的大江為基的12首和歌之一（新編國歌大觀編號283），在《金玉和歌集》中作為藤原敦敏死去時的和歌（新編國歌大觀編號54），以唱和形式排在敦敏之父藤原實賴的作品之後，在《寶物集》中則是藤原述子死去時的和歌。
首句指自然忘記失去女兒的悲痛，其中的是四段動詞（自然忘記）的未然形，則是表示自發的助動詞的連用形。第二句中的是指片刻，的意思則是瞌睡。第三句中的是表示願望的終助詞。第四句中的是反問，與末句一同解釋的話是指什麼時候才能與妳在夢以外的地方相見，只能在夢中相見的意思。

## 家集
中務的家集是《中務集》，分為兩大類，第一類又稱為流布本系，細分為三種，第一種是西本願寺本系，第二種是正保版歌仙家集本系，第三種是出光美術館藏前田家舊藏傳西行筆本，第二類又稱為異本系，僅有冷泉家時雨亭文庫藏資經本系，兩類均收錄大量屏風歌和歌合歌等正式場合的和歌。此外，根據《圓融院御集》記載，中務曾經在天元3年（980年）向圓融天皇獻上由其自行編撰，與現存版本不同的的家集。

### 第一類

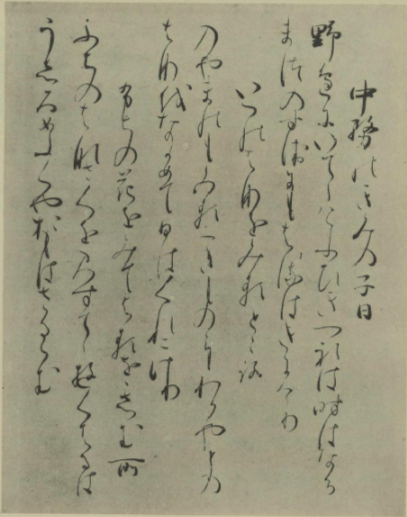
西本願寺本

屬於第一類的尚有群書類從本、宮內廳書陵部藏御所本三十六人家集乙本（書架編號506・8）和桂宮本歌仙集本（書架編號511・2）等等。西本願寺本的收錄歌數是254首，料紙是厚樣色紙和飛雲紙，外題是（中務），41頁著墨，第一頁、第二頁和第三頁正面是白紙，從第三頁背面開始書寫，以一面九行為主，卷末部分則有十行和十二行，和歌一首兩行書寫，大部分為平假名加上少量草書，僅有七首主要以草書寫成。
此版本的筆跡由於與大字和漢朗詠抄切相同，加上後者有藤原定信的簽名，因此均為其真跡，其餘筆跡相同的尚有西本願寺本貫之集下（石山切）、順集（糟色紙和岡寺切）、傳藤原公任筆金澤本萬葉集以及兼輔集切等等。正保版歌仙家集本的收錄歌數是243首，排序上幾乎與西本願寺本相同，雖然與西本願寺本相比缺少第134首至第146首在內的15首和歌，不過同時有4首是此版本的獨有歌，略少於西本願寺本。
出光美術館藏前田家舊藏傳西行筆本的收錄歌數是226首，排序上也基本與西本願寺本和正保版歌仙家集本相同，為長13.1厘米，寬15.2厘米的大和綴冊子本，料紙是楮紙，總共有46頁，第一頁正面以兩行寫有（中務集），為藤原俊成的筆跡，一面十二至十四行，和歌一首兩行或三行書寫，保存箱的蒔繪出自於前田家御用蒔繪師五十嵐派手筆。此版本的傳稱筆者是西行，雖然與他的懷紙以及假名書信的筆跡不同，不過與傳西行筆一條攝政集和山家心中集則類似，古筆了祐也曾經在延寶7年（1679年）替前田家撰寫的《名物之記》中提到此版本。

### 第二類
屬於第二類的有冷泉家時雨亭文庫藏資經本和宮內廳書陵部藏御所本三十六人家集甲本（書架編號501・12）。第二類相對於第一類收錄更多個人歌，以戀愛或家庭等為題材，具體來說第1首至第143首是正式場合的和歌，第143首至第298首則是個人歌。
冷泉家時雨亭文庫藏資經本的收錄歌數是298首，為長23厘米，寬15厘米的綴葉裝，封面左上角寫有外題「中務集」，料紙是楮紙，50頁著墨，一面十行，和歌一首兩行，詞書隔兩個空格書寫，卷末記載有關於中務的勘物。此版本雖然是宮內廳書陵部藏御所本三十六人家集甲本的祖本，不過由於多處有蟲註和缺失，因此需要與宮內廳書陵部藏御所本三十六人家集甲本互補。
宮內廳書陵部藏御所本三十六人家集甲本的收錄歌數是298首，與第一類相同的和歌有192首，其餘均是此類的獨有歌，相對於詞書以聽聞方式寫成的第一類，第二類的詞書以回想方式寫成，推測可能由中務自行編撰而成。一面十行，和歌按上下句各一行書寫，詞書隔兩個空格書寫，一行大約是十五個字，成書於江戶時代初期。

### 古筆
| # | 分類   | 傳稱筆者 | 和歌                                 | 收錄文獻                                                                |
| - | ------ | -------- | ------------------------------------ | ----------------------------------------------------------------------- |
| 1 | 第一類 | 藤原公任 | 第86首的後半部分 第87首 第88首的詞書 | 古筆大手鑑 書苑 谷水（谷みづ） 月影帖 夏蔭帖 日暮帖 茶之湯之美（茶の湯の美）            |
| 2 | 第一類 | 藤原公任 | 第98首的和歌 第219首 第220首的詞書   | 大手鑑 古筆名葉集 陽明墨寶 Wakatake帖（わかたけ帖）                               |
| 3 | 第二類 | 藤原公任 | 第162的和歌 第163首 第164首的詞書    | 日本名跡叢刊                                                            |
| 4 | 第一類 | 藤原公任 | 第183首 第184首的詞書以及前半部分    | 日本名跡叢刊                                                            |
| 5 | 第一類 | 藤原公任 | 第203首的和歌                        | 小鑑                                                                    |
| 6 | 第二類 | 藤原公任 | 第212首的和歌 第213首 第214首的詞書  | 日本名跡叢刊                                                            |
| 7 | 第一類 | 藤原公任 | 第217首的和歌 第218首 第98首的詞書   | 伯爵德川家御藏品投標目錄（伯爵徳川家御蔵品入札目録） 古筆 古筆大手鑑 昭和名筆名鑑 手鑑 古筆手鑑 |
| 8 | 第一類 | 藤原公任 | 第229首 第230首 第231首              | 歌切集 古筆的鑑賞（古筆の鑑賞） 手鑑（てかゞみ） 日本古筆名葉集 Matsukage（まつかげ） 瑞穗帖      |

第一種和第七種均長約20厘米，料紙是鳥之子紙。第三種和第六種是水府明德會的館藏。第四種是個人收藏。第五種是東京國立博物館的館藏，又稱為砂子切，長18.8厘米，寬10厘米，由高木聖雨捐贈至東京國立博物館。第八種的料紙是鳥之子紙。
第二種收錄於手鑑「大手鑑」內，書寫於平安時代，長20.1厘米，寬13.2厘米，料紙是雁皮紙，撒有金銀砂子，一面七行，和歌一首兩行書寫，以平假名為主，草書為副，推測原本是三十六人集中的一冊，傳稱筆者是藤原公任，與其料紙以及形態相同的雖然尚有業平集切和兼輔集切等等，不過筆跡不同。
| 版本                                 | 底本                                                                                     | 影印版                              |
| 第一類                               | 第一類                                                                                   | 第一類                              |
| ------------------------------------ | ---------------------------------------------------------------------------------------- | ----------------------------------- |
| 西本願寺本                           | 群書類從 西本願寺本三十六人集精成 私家集大成 新編國歌大觀 日本女子大學紀要（僅限獨有歌） | 三十六人歌集 西本願寺本三十六人家集 |
| 正保版歌仙家集本                     | 續國歌大觀 校註國歌大系 日本女子大學紀要（僅限獨有歌）                                   | —                                   |
| 出光美術館藏前田家舊藏傳西行筆本     | 日本女子大學紀要（僅限獨有歌）                                                           | 尊經閣叢刊                          |
| 第二類                               |                                                                                          |                                     |
| 冷泉家時雨亭文庫藏資經本             | 日本女子大學紀要                                                                         | 冷泉家時雨亭叢書                    |
| 宮內廳書陵部藏御所本三十六人家集甲本 | 桂宮本叢書 私家集大成 新編國歌大觀                                                       | 御所本三十六人集                    |

## 文化財
| 名稱                                     | 名義                                         | 所藏             | 指定日期      | 指定類型   | 參考資料      |
| ---------------------------------------- | -------------------------------------------- | ---------------- | ------------- | ---------- | ------------- |
| 紙本著色三十六歌仙切（中務，佐竹家傳來） | 紙本著色三十六歌仙切（中務，佐竹家傳來）     | 三立服部美術館   | 1935年5月6日  | 重要文化財 | [ 39 ]        |
| 中務集                                   | 中務集                                       | 出光美術館       | 1937年5月25日 | 重要文化財 | [ 40 ]        |
| 中務集                                   | 三十六人家集                                 | 本願寺           | 1951年6月9日  | 國寶       | [ 41 ] [ 42 ] |
| 中務集切                                 | 大手鑑（第一帖百三十九葉、第二帖百六十八葉） | 陽明文庫         | 1953年3月31日 | 國寶       | [ 43 ]        |
| 中務集                                   | 私家集（色紙）                               | 冷泉家時雨亭文庫 | 1983年6月6日  | 重要文化財 | [ 44 ]        |

## 註解
1. ↑  平Kaneki推測是平時望（日语：平時望）之子平真材或《古今和歌集》歌人平中興（日语：平中興）[13]。
2. ↑  詞書是指寫在和歌前的一些語句，用於說明該和歌的主題或寫作動機等等[14]。
3. ↑  砂子是指將金箔和銀箔（日语：銀箔）弄成粉，作為裝飾撒在上面[36]。

## 外部連結
- . 國書數據庫 （日语）.
- . 國際日本文化研究中心和歌數據庫 （日语）.